# صفروة
صفروة أو ذات الرأس الأصفر (الاسم العلمي: Xanthocephalum)، جنس نباتات أمريكية شمالية من فصيلة النجمية.
اسم "Xanthocephalum" يعني «الرأس الأصفر»، والاسم مشتق من اليونانية القديمة "xanthos" وتعني الرأس، و "kephale" وتعني الرأس. كان الجنس أكبر بكثير مما هو عليه اليوم، نُقلت العديد من أنواعه السابقة إلى جنس غوتيريزيا في 1980.
الأنواع
- Xanthocephalum amoenum Shinners - تكساس[12]
- Xanthocephalum benthamianum Hemsl. - ولاية أغواسكالينتس، ولاية سان لويس بوتوسي، ولاية شيواوا، ولاية دورانغو، ميتشواكان، ولاية خاليسكو
- Xanthocephalum centauroides Willd. - ميتشواكان، ولاية دورانغو، مدينة مكسيكو، ولاية غواناخواتو، ولاية مكسيكو
- Xanthocephalum durangense M.A.Lane - ولاية دورانغو
- Xanthocephalum eradiatum (M.A.Lane) G.L.Nesom - ولاية شيواوا
- Xanthocephalum gymnospermoides (A.Gray) Benth. & Hook.f. - United States (أريزونا، تكساس),[13] ولاية شيواوا، ولاية سونورا
- Xanthocephalum humile (Kunth) Benth. & Hook.f. - ولاية هيدالغو، مدينة مكسيكو، ولاية بويبلا، ولاية تلاكسكالا، ولاية مكسيكو، ولاية سان لويس بوتوسي
- Xanthocephalum megalocephalum Fernald - ولاية شيواوا

شملت سابقًا 
أنظر Amphiachyris عشبة الثعبان Gymnosperma Pilosella Stephanodoria